# Ernst Binder-Stipendium
Das Ernst Binder-Stipendium ist ein Stipendium für Künstler im Bereich Darstellende Kunst, das seit 2017 jährlich von der Stadt Graz, dem Schauspielhaus Graz und dem Freundeskreis des Schauspielhaus Graz e. V. vergeben wird.
Das mit 5.000 Euro dotierte Stipendium wird in Erinnerung an den in Graz tätig gewesenen, 2017 verstorbenen Autor und Theaterregisseur Ernst Binder vergeben und versteht sich laut Statuten als „Aufforderung, einen im Sinne des Künstlers begonnenen Lebensweg mutig und charaktervoll weiterzugehen und diesen lustvoll und ERNSThaft mit seinem Können, seiner Arbeit und seiner Persönlichkeit auszubauen.“ Die Stipendiaten müssen im Bereich Darstellende Kunst, wünschenswerterweise mit Bezug zu Graz, tätig sein.
Die Jury, die das Stipendium vergibt, besteht aktuell aus Andrea Vilter als Geschäftsführende Intendantin des Schauspielhaus Graz, Elgrid Messner als Vorsitzende des Freundeskreis des Schauspielhaus Graz, Peter Grabensberger als Vertreter der Stadt Graz sowie Schauspieler und Regisseur Daniel Doujenis (mit Ausnahme des Stipendiums 2019).
Die Vergabe des Stipendiums erfolgt in der Regel im Rahmen des Internationalen Dramatiker|innenfestivals Graz. Eine Ausnahme war die Vergabe im Jahr 2020 an Rudi Widerhofer, da das Festival in diesem Jahr pandemiebedingt nicht stattfinden konnte.

## Stipendiaten:
- 2017: Mercy Dorcas Otieno (Schauspielerin)
- 2018: Ninja Reichert (Schauspielerin)
- 2019: Vibeke Andersen (Bühnenbildnerin) – Laudatio von Sandy Lopičić
- 2020: Rudi Widerhofer (Schauspieler)
- 2021: Klaudia Reichenbacher (Tänzerin, Schauspielerin und Regisseurin) – Laudatio von Bernd Moser
- 2022: Martin Brachvogel (Schauspieler und Regisseur) – Laudatio von Rudi Widerhofer
- 2023: Lukas Walcher (Schauspieler) und Werner Halbedl (Schauspieler)[6]
- 2024: Gina Mattiello (Schauspielerin, Stimmperformerin, Autorin)

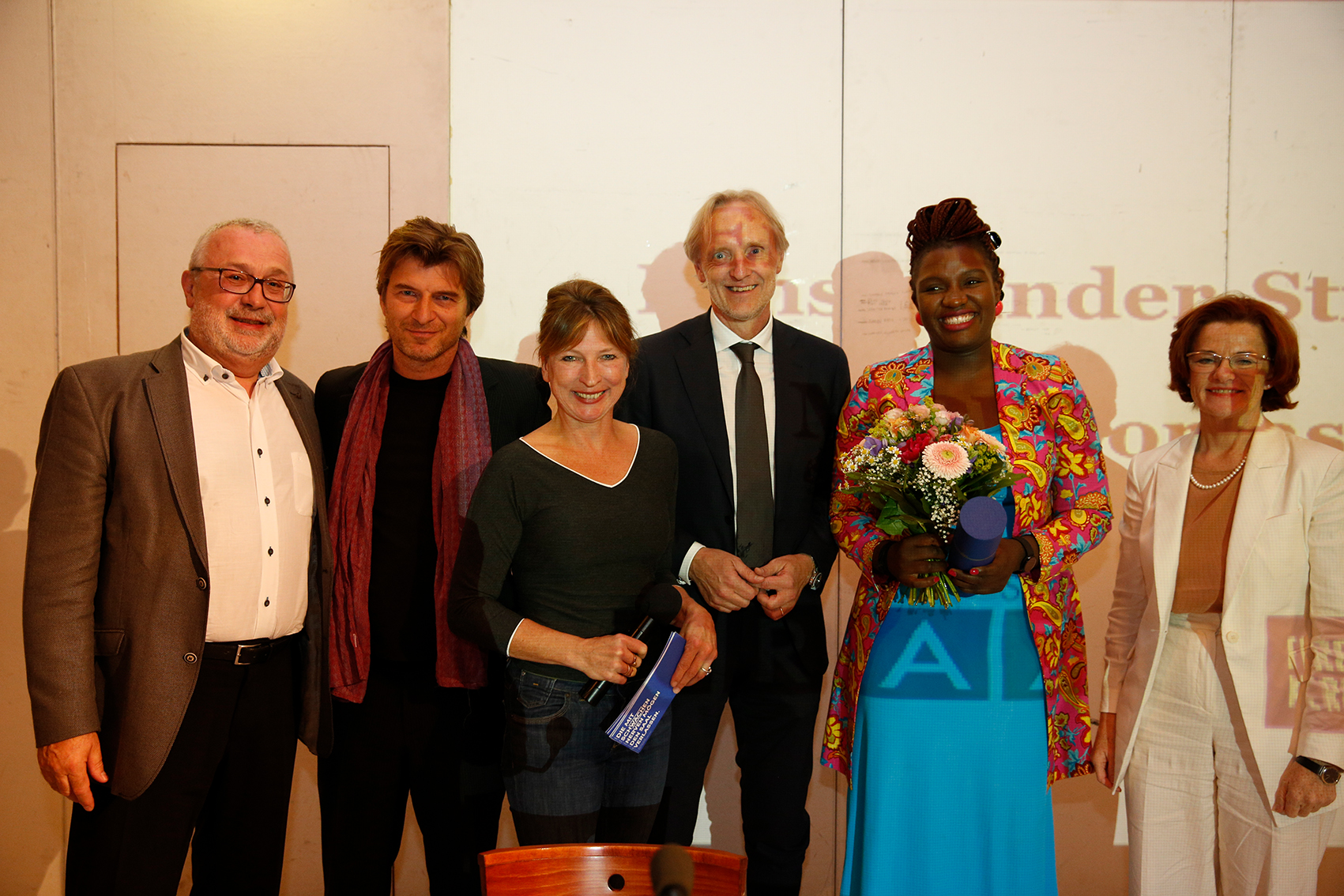
Verleihung 2017 an Mercy Dorcas Otieno
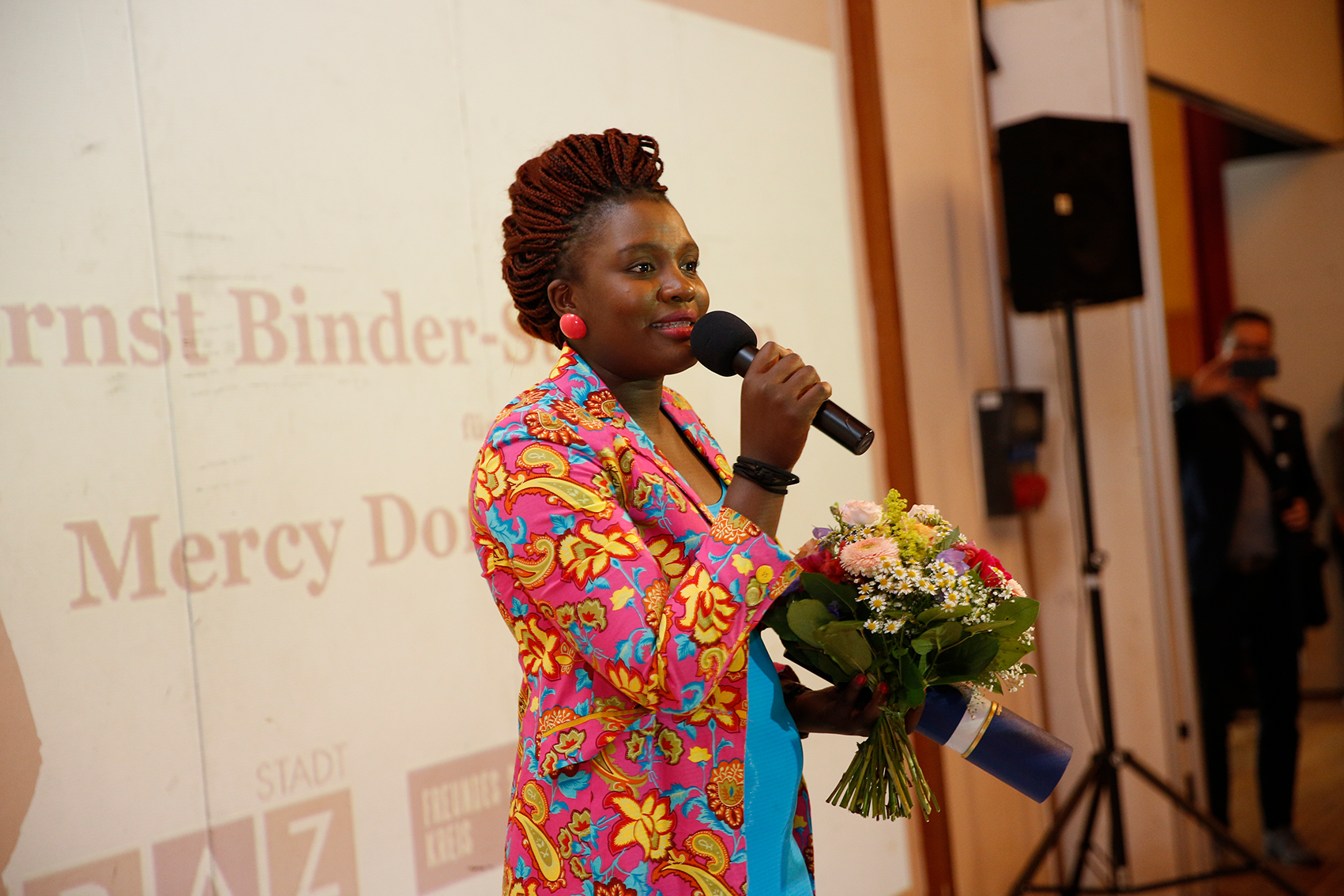
Mercy Dorcas Otieno
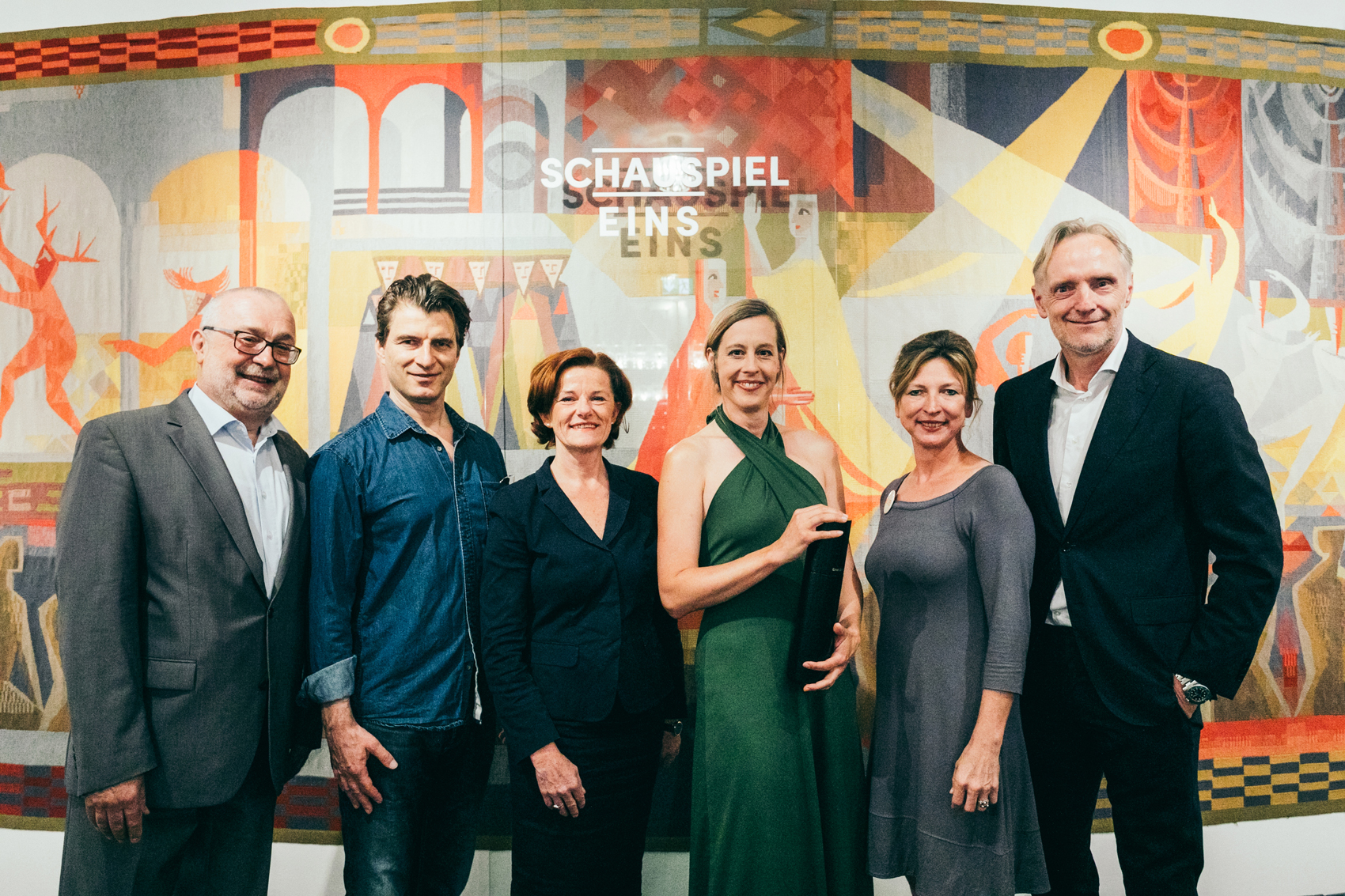
Verleihung 2018 an Ninja Reichert
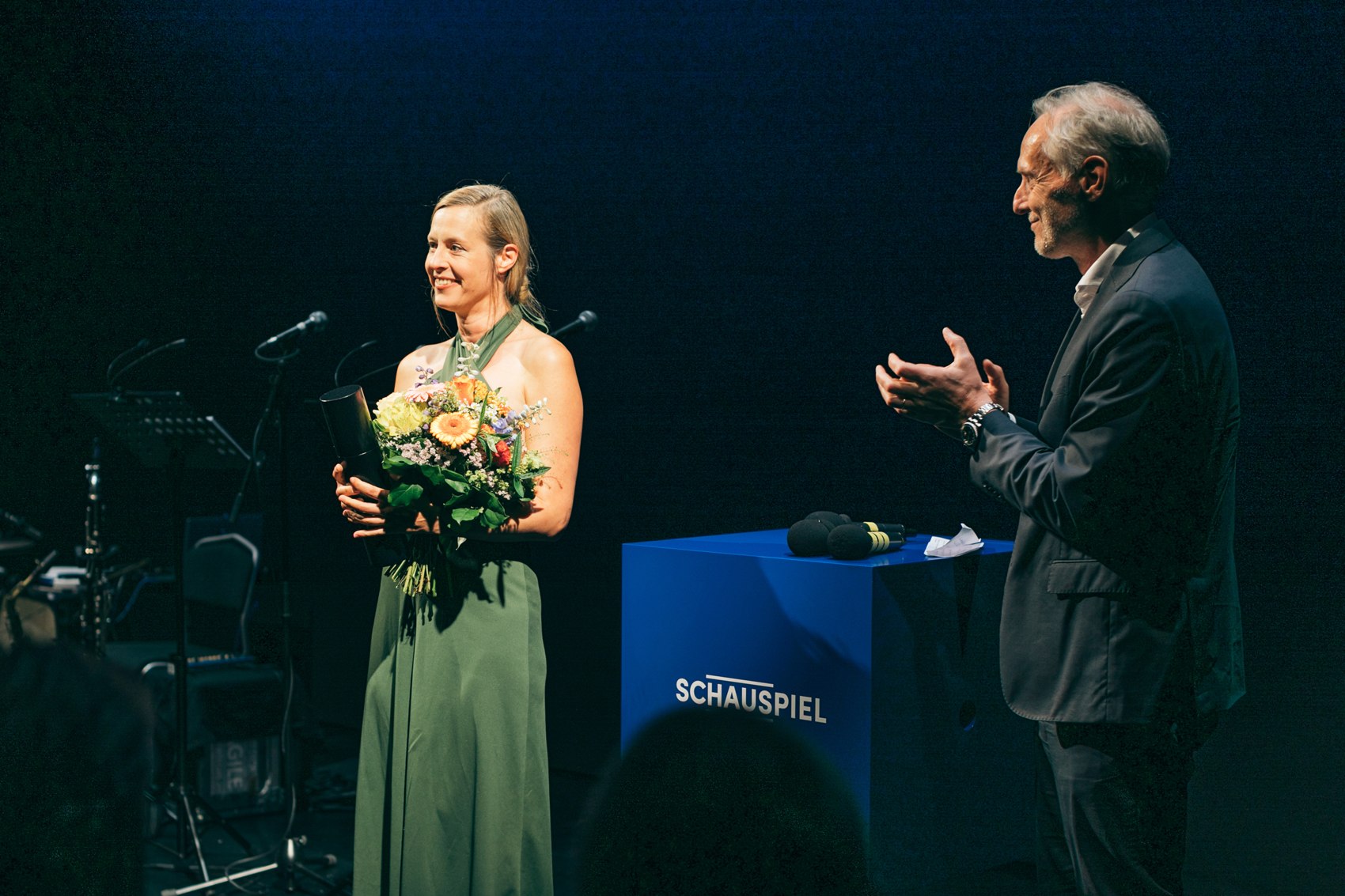
Ninja Reichert und Stadtrat Günter Riegler
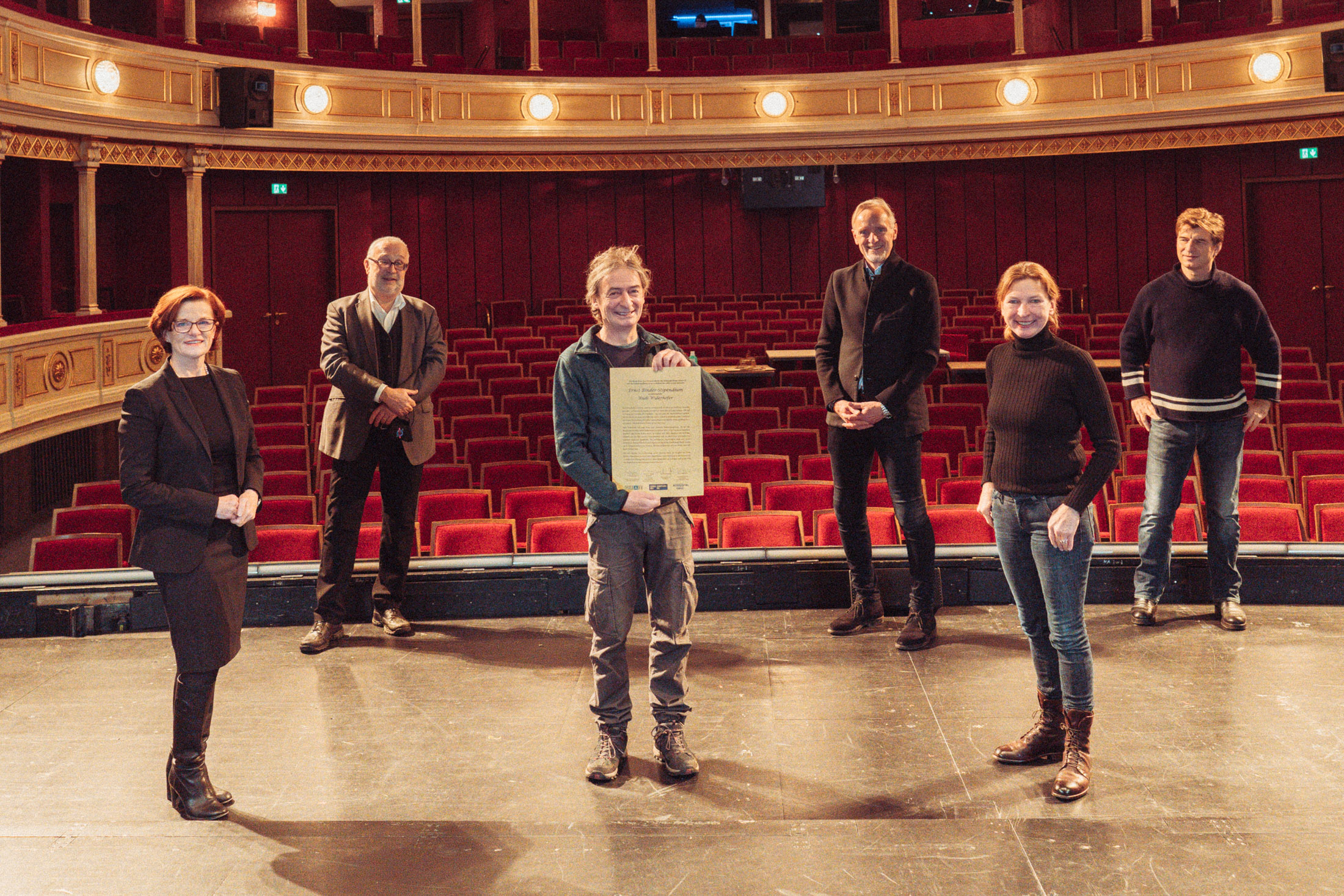
Verleihung 2020 an Rudi Widerhofer
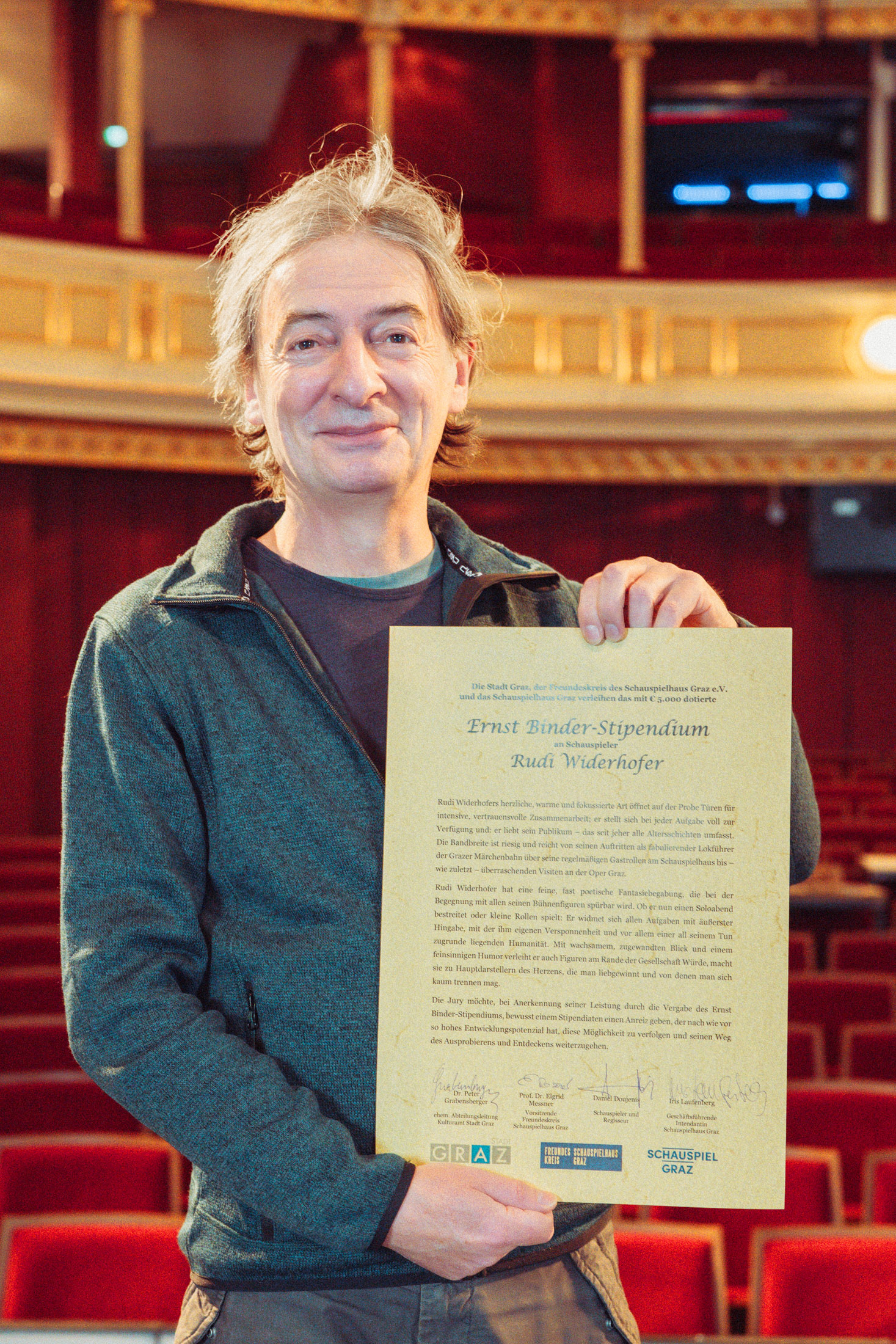
Rudi Widerhofer
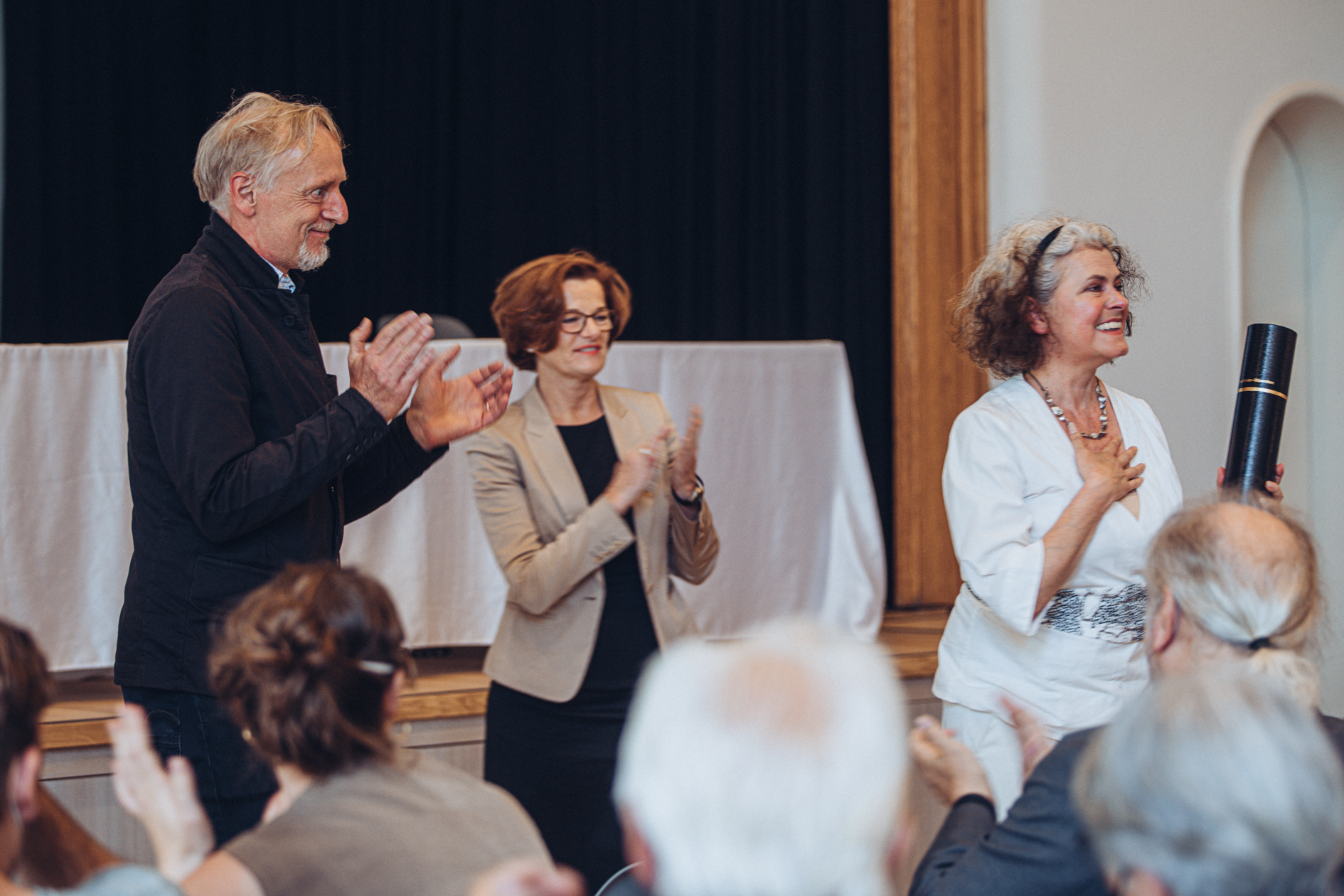
Günter Riegler, Elgrid Messner und Klaudia Reichenbacher
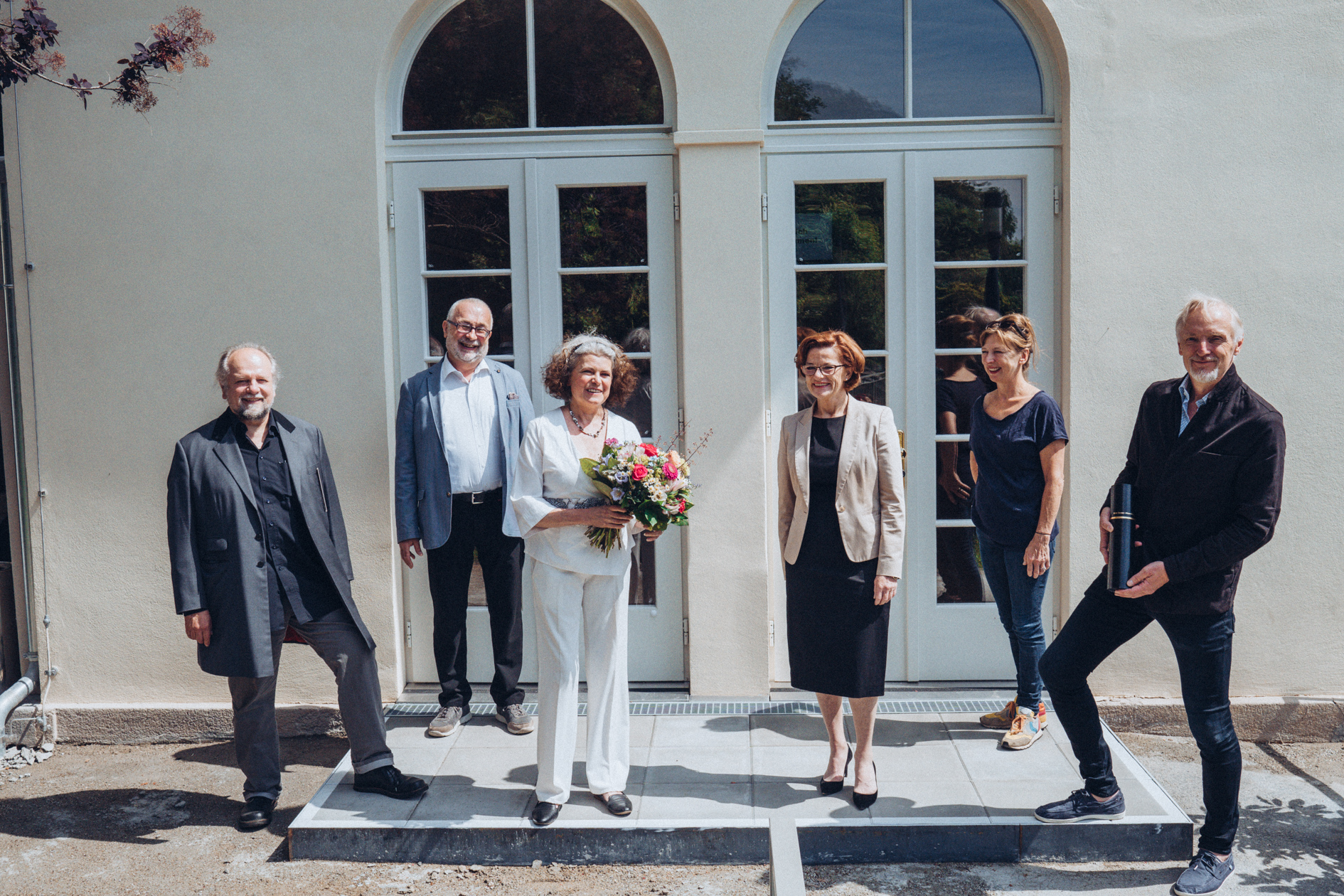
Verleihung 2021 an Klaudia Reichenbacher
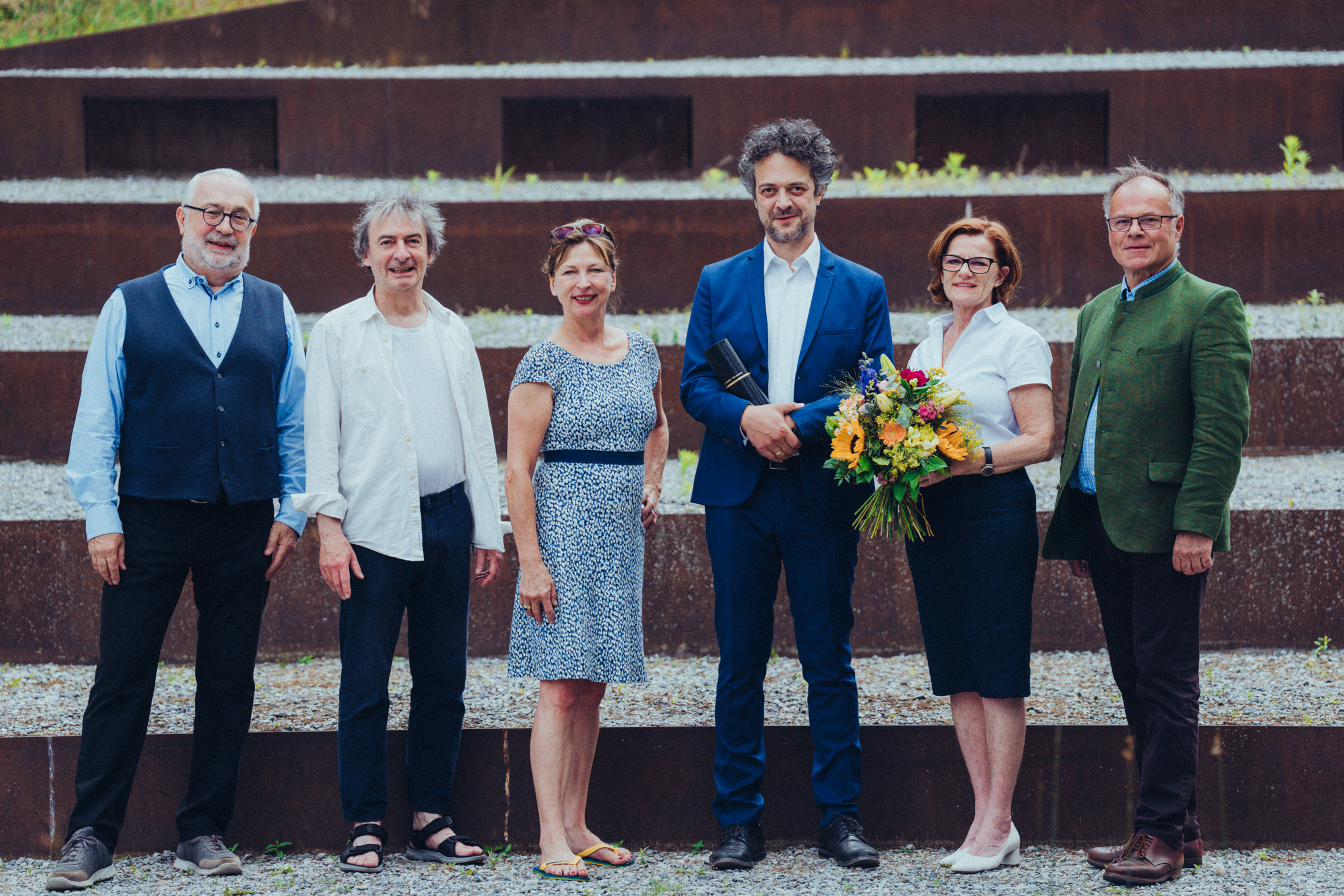
Verleihung 2022 an Martin Brachvogel
Verleihung 2023 an Werner Halbedl und Lukas Walcher